# NGC 726
NGC 726 è una galassia a spirale barrata situata nella costellazione della Balena, a una distanza di circa 240 milioni di anni luce dalla nostra Via Lattea.

## Scoperta
La galassia è stata scoperta nel 1886 dall'astronomo statunitense Frank Muller.